# 硬叶槲蕨
硬叶槲蕨（学名：Drynaria rigidula）为槲蕨科槲蕨属下的一个种。